# Láryšov
Láryšov (německy Larischau, polsky Laryszów) je západní část obce Býkov-Láryšov v okrese Bruntál. Prochází zde silnice II/459.
Láryšov leží v katastrálním území Býkov o výměře 9,08 km².

## Vývoj počtu obyvatel
Počet obyvatel Láryšova podle sčítání nebo jiných úředních záznamů:
| Rok            | 1869 | 1880 | 1890 | 1900 | 1910 | 1921 | 1930 | 1950 | 1961 | 1970 | 1980 | 1991 | 2001 |
| -------------- | ---- | ---- | ---- | ---- | ---- | ---- | ---- | ---- | ---- | ---- | ---- | ---- | ---- |
| Počet obyvatel | 88   | 108  | 110  | 108  | 88   | 78   | 76   | 59   | 60   | 67   | 41   | 26   | 44   |

1. ↑  z toho: 1 Čechoslovák, 75 Němců; 75 řím. kat., 1 čsl.

V Láryšově je evidováno 21 adres : 20 čísel popisných (trvalé objekty) a 1 číslo evidenční (dočasné či rekreační objekty). Při sčítání lidu roku 2001 zde bylo napočteno 20 domů, z toho 12 trvale obydlených.

## Galerie

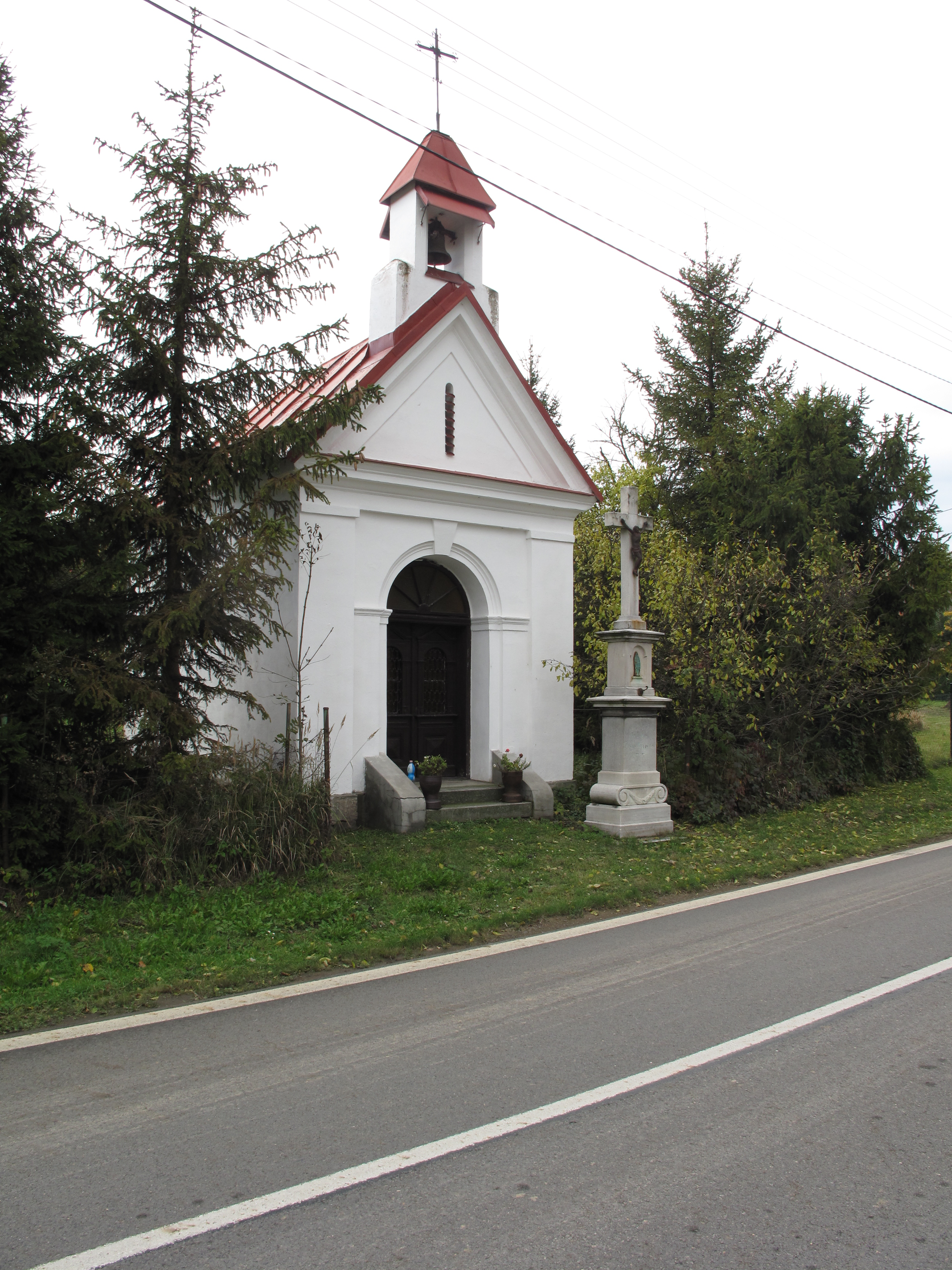
Kaplička
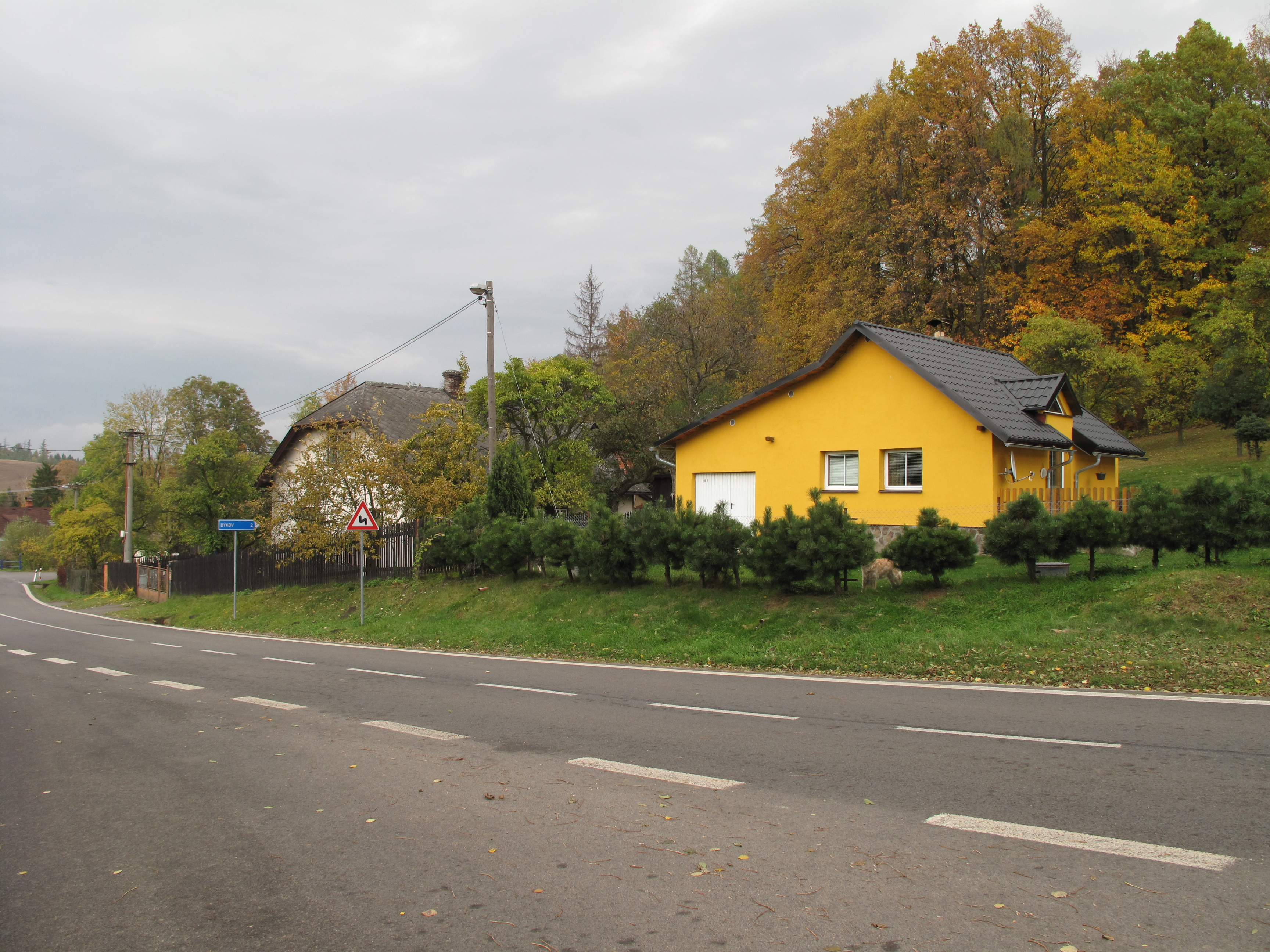
Domy
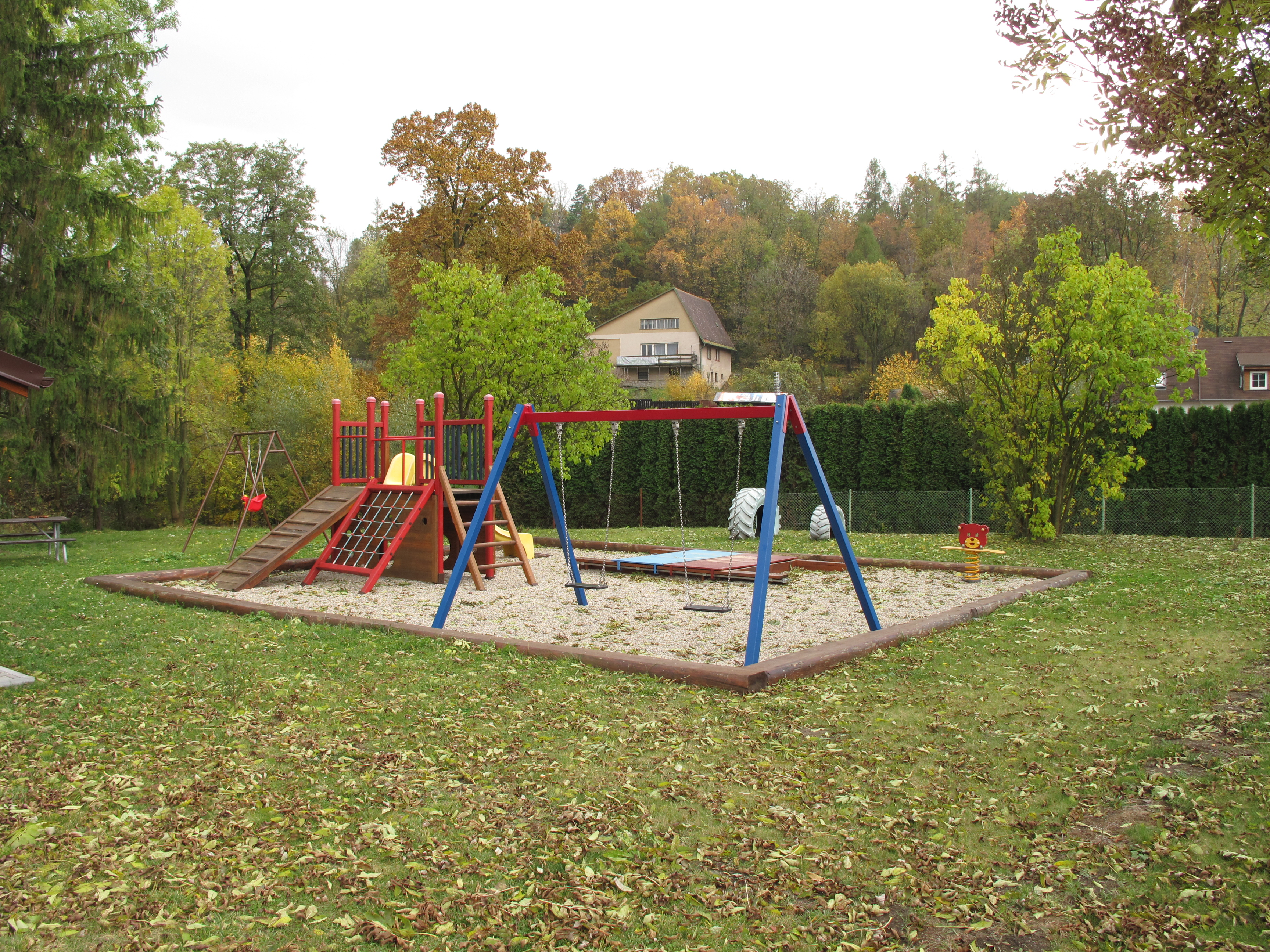
Dětské hřiště